# 小松市立金野小学校
小松市立 金野小学校（こまつしりつ かねのしょうがっこう）は、石川県小松市大野町にあった公立小学校。

## 沿革
- 1955年（昭和30年）4月 - 能美郡金野町立大野小学校と金野町立金平小学校を統合し、金野町立金野小学校として現在地に開校する。
- 1956年（昭和31年）9月30日 - 金野町が小松市に編入されたため、小松市立金野小学校に校名を改称。
- 1957年（昭和32年）8月 - 校歌制定
- 1962年（昭和37年）4月 - 特殊学級開設
- 1964年（昭和39年）
  - 5月 - 東棟を焼失する。
  - 9月 - 新校舎３教室完成し移転。
- 1966年（昭和41年）
  - - 特殊学級閉級
  - 11月 - 金平地内にスキー場を新設する。
- 1967年（昭和42年）4月 - 併設中学校が松東中学校として転出する。
- 1971年（昭和46年）
  - 7月 - 水泳プールが竣工する。
  - 12月 - 北陸鉱山が閉山し、生徒数が漸減する。
- 1976年（昭和51年）12月 - 大野地内にスキー場を新設する。
- 1979年（昭和54年）8月 - 鉄筋新校舎完成
- 1981年（昭和56年）4月 - 体育館兼講堂完成
- 1996年（平成8年）10月 - （NHK教育テレビ）1年生の生活科番組「蔓と遊ぼう」の番組収録
- 1997年（平成9年）6月 - 郷土資料館「尚古館」[1]の使用権限を地元から委譲される。
- 2006年（平成18年）4月 - 特殊学級「かねの学級」開設
- 2011年（平成23年）5月 - 校舎耐震化工事
- 2014年（平成26年）
  - 4月 - 特別支援学級「かねの1（知的）学級」開設
  - 10月 - 特別支援学級「かねの1（知的）学級」閉級
- 2018年 (平成30年) 3月 - 小松市立波佐谷小学校、小松市立金尾小学校と統合のため廃校 (小松市立松東みどり学園へ)

## 通学区域
- （麻畠町）・江指町・大野町・金平町・（金野町）・五国寺町・花坂町 ※（）内は通称町名[2]

## 進学先中学校
- 小松市立松東中学校

## 学区 / 校区内の主な施設
- 金野郵便局
- 金平公民館

## 交通
- 小松バス尾小屋線 尾小屋行きを金野小学校前下車、152m。[3]